# Abou Ouattara
Ben Qadir Abou Ouattara (Ouagadougou, 26 dicembre 1999) è un calciatore burkinabé, attaccante attualmente svincolato.

## Caratteristiche tecniche
È un'ala destra.

## Carriera

### Club
Nel gennaio 2018 è stato acquistato dal Malines, club della prima divisione belga, con cui gioca una partita in campionato; rimane in rosa anche nella stagione seguente, giocata in seconda divisione, fino al 9 gennaio 2019, quando viene ceduto in prestito al Lilla, club della prima divisione francese, che lo aggrega alla propria squadra riserve.
Nel 2022 si trasferisce allo Sheriff Tiraspol, club della prima divisione moldava.

### Nazionale
Ha esordito con la nazionale burkinabé il 27 maggio 2018 in occasione dell'amichevole vinta 1-0 contro il Camerun.

## Palmarès
- Campionato moldavo: 1

Sheriff Tiraspol: 2022-2023
- Coppa di Moldavia: 2

Sheriff Tiraspol: 2022-2023, 2024-2025